# Nacional Financiera
Nacional Financiera (Nafin) es una institución de banca de desarrollo en México encargada de promover el ahorro y la inversión a través de la gestión de proyectos, el establecimiento de programas de financiamiento, la coordinación de inversiones de capitales y el incremento de la productividad.
Desde 1989, Nafin otorga recursos financieros y garantías, principalmente como Banco Nacional, además de ser agente financiero del Gobierno Federal en lo relativo a la negociación, contratación y manejo de créditos del interior, cuyo objetivo sea fomentar el desarrollo económico; así como ofreciendo servicios fiduciarios a los sectores privados.

## Historia
Nacional Financiera fue creada en 1934 por el Gobierno Federal mexicano, decreto por el entonces presidente Abelardo L. Rodríguez, mediante el «Decreto que autoriza a la Secretaría de Hacienda y Crédito Público para la fundación de una Sociedad Financiera con carácter de Institución Nacional de Crédito» con el objeto de: 

tomar a su cargo y llevar a cabo rápida y eficazmente la realización directa de la administración de los inmuebles que forman o hayan de formar parte de los activos de los bancos nacionalizados, en las condiciones más ventajosas para éstos, más liberales, a la vez, para sus deudores y para quienes se interesen en adquirirlos.
Secretaría de Hacienda y Crédito Público, Decreto que autoriza a la Secretaría de Hacienda y Crédito Público para la fundación de una Sociedad Financiera con carácter de Institución Nacional de Crédito

El surgimiento de la institución, obedecía a la necesidad de otorgar liquidez y flexibilidad a los bancos, que en medio de la crisis de la Gran Depresión del 29 y las dificultades del México Posrevolucionario, se veían en la necesidad de hacer efectivas sus garantías reales, adjudicándose inmuebles y terrenos rústicos.
El Decreto de su creación mencionaba también 

y resultando visible el parentesco entre uno y otro propósitos, el Ejecutivo estima que la Institución así formada puede ocuparse también de planear y dirigir el fraccionamiento y la colonización de las tierras que el Gobierno Federal y ciertos cuerpos oficiales o semioficiales ... han debido adquirir o adjudicarse por diversos conceptos.
Secretaría de Hacienda y Crédito Público, Decreto que autoriza a la Secretaría de Hacienda y Crédito Público para la fundación de una Sociedad Financiera con carácter de Institución Nacional de Crédito

### Etapa primera. «Movilización del ahorro nacional»
El decreto de 1933 no llegó a cumplirse, pero fue el sustento para el del 24 de abril del año siguiente, promovido por el secretario de Hacienda, Marte R. Gómez, que dio origen a Nacional Financiera.
Y concluye:

No con orgullo por la obra en sí, ni por lo que cueste su realización, sino por orgullo de lo que el país ganará, se quiere agregar que la Nacional Financiera es el cuarto paso que se da en el campo de la organización bancaria nacional. Se suma al Banco de México, al Banco Nacional de Crédito Agrícola y al Banco Nacional Hipotecario Urbano y de Obras Públicas, y operará como todas las instituciones aquí enumeradas para bien de la economía mexicana y para provecho de toda la Nación.

En esta etapa la labor de Nacional Financiera se enfocó, principalmente, a reincorporar a la economía privada los bienes inmuebles adjudicados al gobierno y a los antiguos bancos de emisión. Al mismo tiempo, de manera paulatina empezó a adquirir importancia como organismo de fomento del mercado de valores al emitir, en 1937, sus primeros títulos financieros e intervenir, en el mismo año, en la emisión de valores bancarios e industriales.

### Etapa segunda. «Promoción de la inversión productiva»
A principios de la década de 1940, el gobierno estableció el desarrollo de la infraestructura del país y la promoción de la inversión productiva como los objetivos esenciales de la labor de Nafin.
En ese contexto, la institución emitió los Certificados de Participación, diseñados para financiar obras de riego, caminos y puentes, ferrocarriles, aeropuertos e infraestructura urbana. Asimismo, apoyó a diversas empresas industriales, como Altos Hornos de México, Industria Eléctrica de México, Guanos y Fertilizantes, Industria de Cemento, Apasco, Portland Bajío y Cementos Guadalajara.
En 1941 logró el primer crédito del Eximbank de los Estados Unidos, destinado a financiar la construcción de caminos, el cual le permitió recibir posteriormente financiamientos del Banco Mundial y del Banco Interamericano de Desarrollo, así como de la banca privada europea y norteamericana.
Para promover canales alternos de financiamiento, en 1942, Nacional Financiera inició su participación accionaria en las empresas.
En su último informe al Congreso, en septiembre de 1946, el presidente Manuel Ávila Camacho resumió con las siguientes palabras la acción cumplida durante su sexenio por la Nacional Financiera:

Del primero de enero de 1941 a la fecha, ha hecho a la industria nacional aportaciones que en números redondos suman 462 millones de pesos. Para proveer financiamiento la Nacional Financiera ha obtenido del Export and Import Bank de Washington, diversos créditos que en total ascienden a 63 millones de dólares, que han permitido la adquisición de maquinaria para la industria, sin disponer de las reservas en dólares del Banco de México, y asimismo capacitar al gobierno federal para la realización de obras industriales de interés nacional, como las de electrificación y rehabilitación de los Ferrocarriles y Petróleos.
Antonio Carrillo Flores, «Notas sobre la Nacional Financiera en el periodo 1934-1952», Nacional Financiera
1934-1984, Medio siglo de banca de desarrollo, testimonio de sus directores generales, Nacional
Financiera, México, 1985.

### Etapa tercera. «La política de sustitución de importaciones»
Al terminar la Segunda Guerra Mundial, cuando México adoptó el modelo de industrialización basado en la sustitución de importaciones, Nacional Financiera contribuyó de manera importante al funcionamiento de empresas públicas estratégicas para el desarrollo del país.
El apoyo financiero al sector público y a la gran industria se complementó en 1954, con la creación de un fideicomiso para atender las necesidades de la pequeña y mediana industria: el Fondo de Garantía y Fomento a la Industria Mediana y Pequeña(Fogain).
De 1957 a 1970, el gobierno federal constituyó en Nacional Financiera otros nueve fideicomisos de fomento: el Fondo de Garantía y Fomento del Turismo; el Programa Nacional Fronterizo; el Fideicomiso de Minerales no Metálicos; el Plan Lerma Asistencia Técnica; el Fideicomiso de Ingenios Azucareros; el Centro Nacional de Productividad y el Servicio Nacional de Adiestramiento Rápido de la Mano de Obra; el Fondo de Garantía y Fomento a la Pequeña y Mediana Minería; el Fondo de Estudios de Preinversión, y el Fondo Nacional de Fomento Ejidal para Plantas Industriales.
En diciembre de 1974 se reformó la Ley Orgánica de Nacional Financiera para mejorar la coordinación e instrumentación de las políticas financieras del país, lo que permitió a la institución, como parte de un proceso de modernización, ofrecer servicios integrados; es decir, quedó facultada para constituirse en banca múltiple, conforme al propósito de lograr un desarrollo paralelo y equilibrado entre las diferentes instituciones de crédito.
En su papel de banca múltiple, en 1975 se asoció con el Grupo Financiero Internacional, lo que le permitió diversificar sus fuentes de recursos y llevar las acciones de fomento a distintas regiones del país para detonar su potencial económico. El banco tuvo una participación fundamental en materia de asesoría, formulación y evaluación de proyectos de inversión; selección de tecnología y puesta en marcha de grandes proyectos industriales, y fomento al sector productivo.
De igual modo, consolidó su proceso de internacionalización estableciendo oficinas en los centros financieros más importantes, participando en grupos bancarios mundiales y creando nuevos esquemas y procedimientos de coinversión para impulsar importantes proyectos y contribuir al crecimiento económico de México.
Es en esta etapa cuando Nacional Financiera comienza a ser reconocida en diversos ámbitos como «la más importante banca de desarrollo del país y de América Latina».

### Etapa cuarta. «Atención a las necesidades de las Pymes»
En las décadas de 1980 y 1990, la economía mexicana registró periodos de inestabilidad financiera a los que esta institución no podía ser ajena.
Ante esta situación y con el propósito de preservar las fuentes de empleo, Nacional Financiera, como Banca de Segundo Piso y sólo de manera complementaria, reorientó sus apoyos a la atención de las necesidades de las Pymes, mediante la integración de sus diversos fideicomisos en programas institucionales específicos; la incorporación de intermediarios financieros no bancarios para ampliar la red de canalización de recursos; la creación de sociedades de inversión de capital, Sincas, como opciones distintas al crédito, así como el otorgamiento de capacitación y asistencia técnica.
En 1985, el presidente Miguel de la Madrid decretó la transformación de Nacional Financiera, Sociedad Anónima en Nacional Financiera, Sociedad Nacional de Crédito Institución de Banca de Desarrollo, y en diciembre de 1986, se publicó la Ley Orgánica de Nacional Financiera, Sociedad Nacional de Crédito Institución de Banca de Desarrollo.
Como consecuencia de la situación económica de 1995, las empresas y la red de intermediación de las instituciones no bancarias enfrentaron serios problemas financieros, y el papel de Nafin se restringió a apoyar los diversos programas de saneamiento.

### Etapa quinta. «El nuevo milenio»
En esta etapa, la transformación institucional se basa en cuatro vertientes fundamentales:
- Diseño de productos acordes con las necesidades del cliente
- Empaquetamiento de productos
- Innovación tecnológica
- Reingeniería de procesos

Durante 2003, Nafin certificó, bajo la Norma de Calidad ISO 9001:2000, sus 18 procesos, adelantándose a la meta de certificación programada para el año 2006.
En los mercados financieros, la institución continuó siendo uno de los operadores más importantes del país. En el caso del mercado de cambios ocupó el quinto lugar nacional y el primero en la banca de desarrollo. Adicionalmente, Nafinsa estructuró y llevó a cabo la primera emisión del Naftrac, como instrumento novedoso en el Mercado de Valores mexicano y diseñó y colocó certificados de depósito con referencia al fondeo bancario diario, los cuales vinieron a constituir una nueva alternativa para los clientes corporativos y tesorerías del sector público.
| Año         | Evento |
| ----------- | --- |
| 1934        | Surgimiento de Nacional Financiera. |
| 1934        | Administradora y liquidadora de bienes rústicos expropiados durante la Revolución. |
| 1934        | Desarrollo del Mercado de Valores. |
| 1937        | Colocación de los primeros títulos financieros . |
| 1940        | Se redefine como Banca de Fomento. |
| 1941        | Inicia participación accionaria en empresas (capital de riesgo). |
| 1941        | Primer crédito del Eximbank de EUA. |
| 1942 - 1945 | Comienza a operar como fiduciaria del Gobierno Federal. |
|             | Proyectos insignia apoyados: Altos Hornos de México, Cementos Apasco, Refinería de Azcapotzalco, Cobres de México, Fertilizantes de México, Celanese Mexicana, Cementos Portland. |
| 1945        | Agente Financiero del Gobierno Federal en la negociación y concentración de créditos con el Banco Mundial y el BID, entre otros organismos multilaterales de fomento. |
| 1945 - 1947 | Se publica por primera vez la revista El Mercado de Valores. |
| 1947        | Apertura de la Oficina en Washington D. C.. |
| 1952        | Colocación de Bonos para el Fomento Industrial. |
| 1954        | Constitución del Fondo de Garantía y Fomento a la Industria Mediana y pequeña (Fogain). |
| 1956        | Se emiten certificados de copropiedad industrial. |
| 1956 - 1952 | Principal apoyo financiero del sector público para obras de infraestructura y el desarrollo de la gran industria. |
| 1956 - 1952 | Proyectos insignia apoyados: Diesel Nacional (Dina), Constructora Nacional de Carros de Ferrocarril (Concarril), Industria Eléctrica de México (IEM). |
| 1966        | Primer esfuerzo de presidencia regional: Agencia de Guadalajara. |
| 1967        | Se crea el Fondo Nacional de Estudios y Proyectos. |
| 1974        | En febrero, Gustavo Romero Kolbeck asume la Dirección General. |
| 1974        | El presidente Luis Echeverría asiste a la celebración del 40 Aniversario de Nafinsa. |
| 1974        | Nafinotas, antes boletín, se convierte en revista institucional. |
| 1974        | Nacional Financiera queda facultada para constituirse como Banca Múltiple. Existen 15 sucursales regionales y una urbana. |
| 1975        | Se crean los fondos de coinversión. |
| 1976        | Inauguración de la sucursal urbana en Paseo de la Reforma N.º 136. |
| 1976        | En diciembre, David Ibarra Muñoz asume la Dirección General. |
| 1976        | Se inaugura la Oficina de Representación en Tokio. |
| 1976        | Inauguración de la Biblioteca Abelardo L. Rodríguez. |
| 1977        | La institución lanza la primera emisión de Petrobonos. |
| 1977        | Integración de Nafinsa y Grupo Financiero Internacional. |
| 1977        | Inauguración de la sucursal urbana en la avenida Río Magdalena N.º 4. |
| 1977        | Se establecen las oficinas de Nueva York y Londres. |
| 1977        | En diciembre, Jorge Espinosa de los Reyes asume la Dirección General. |
| 1978        | Se pone en marcha el Programa de Apoyo Integral a la Mediana y Pequeña Industria (PAI). |
| 1978        | Inauguración de la sucursal urbana Lindavista. |
| 1978        | Apoyo a través de fondos de fomento. |
| 1978        | Creación de la red de sucursales regionales. |
| 1978        | Nuevos financiamientos públicos para el desarrollo. |
| 1978        | Nuevos instrumentos de ahorro: Valores Nafinsa Programados. |
| 1979        | El presidente José López Portillo asiste a la celebración del 45 Aniversario de Nafinsa. |
| 1979        | Exposición «45 años en la vida de México». |
| 1979        | Elaboración de las monografías industriales en apoyo al Programa de Promoción en el Sector de Bienes de Capital. |
| 1980        | El Consejo Directivo autoriza la nueva estructura administrativa de la institución. |
| 1980        | Se inauguran las sucursales en los Estados de Aguascalientes, Chihuahua y San Luis Potosí. |
| 1980        | Implantación del Sistema de Valuación de Puestos y adecuación del Sistema de Pago de Sueldos y Prestaciones. |
| 1980        | Se pone en marcha un sistema «en línea» con 76 terminales conectadas al computador central. |
| 1981        | Creación de las gerencias divisionales Centro, Norte y Occidente. |
| 1981        | Se realiza un intenso programa de medicina preventiva en beneficio del personal. |
| 1981        | Elaboración de un diagnóstico institucional de necesidades de capacitación. |
| 1982        | El 1 de septiembre, se nacionaliza la banca privada. |
| 1982        | En diciembre, Gustavo Petricioli asume la Dirección General. |
| 1984        | El presidente Miguel de la Madrid Hurtado asiste a la celebración del 50 Aniversario de Nanfinsa. |
| 1985        | En julio, Nacional Financiera se transforma en Sociedad Nacional de Crédito. |
| 1985        | La institución pierde 87% de sus instalaciones en los sismos de septiembre. |
| 1986        | En junio, Ernesto Marcos Giacoman asume la Dirección General. |
| 1986        | Se inicia la ubicación de la oficina matriz en Plaza Inn, en Insurgentes Sur |
| 1986        | Entra en operación el centro de cómputo ubicado en la avenida Río Magdalena 4. |
| 1986        | Venta de inversión accionaria de seis empresas que se mantenían en la cartera directa. |
| 1987        | Se constituye la sociedad de Inversión Fondo Común NAFINSA. |
| 1987        | Las gerencias divisionales se convierten en direcciones regionales. |
| 1987        | La planta laboral, a finales del año, se componía de 3678 personas. |
| 1987        | Entra en funcionamiento la Torre Norte de Nacional Financiera en Plaza Inn y se reinaugura el edificio de Isabel La Católica 51, en el centro de la Ciudad de México. |
| 1988        | En diciembre, Juan José Páramo asume la Dirección General. |
| 1988        | Se abren las oficinas del Centro de Información de Nacional Financiera en Plaza Inn. |
| 1988 - 1989 | Se transforma en Banca de Segundo piso, para apoyar a las Pymes. |
| 1989        | Incorporación del patrimonio y las funciones de Fogain y Fonei. |
| 1989        | Nacional Financiera se transforma en Banca de Segundo Piso. |
| 1989        | La atención se centra en los proyectos privados y sociales. |
| 1989        | Colocación de Bonos Bancarios para el Desarrollo Industrial (Bondi) a plazo de 10 años. |
| 1990        | Desincorporación de Minera de Cananea y 18 empresas más. |
| 1990        | Los programas de descuento se reducen de 44 a seis. |
| 1990        | Sistema de tarjeta empresarial. |
| 1990        | Telefonía digital. |
| 1991        | En enero, Óscar Espinosa Villarreal asume la Dirección General. |
| 1991        | Colocación de cuatro emisiones de certificados de participación ordinarios amortizables, denominados Credibur. |
| 1991        | El personal de Nafin es ubicado en las torres III y IV de Plaza Inn. |
| 1991        | Inicia el Programa de Garantías. |
| 1991        | La red de Intermediarios Financieros no Bancarios se amplía a 267. |
| 1991        | Inicia operaciones el Sistema Privado de Satélite Institucional. |
| 1992        | Impulso al Asociacionismo Empresarial. |
| 1992        | Instalación del Centro NAFINSA para el Desarrollo de la Micro y Pequeña Empresa. |
| 1992        | Nacional Financiera preside el Comité Directivo de la Asociación Latinoamericana de Instituciones Financieras para el Desarrollo (ALIDE). |
| 1992        | Programa de Recuperación de Desechos Separados en el Origen de su Generación. |
| 1992        | Inauguración del auditorio institucional "Antonio Ortiz Mena". |
| 1993        | Constitución de los negocentros. |
| 1993        | Apertura de la Oficina de Representación en Buenos Aires. |
| 1993        | Elaboración de Estudios de Gran Visión. |
| 1993        | Apoyo a empresas integradoras. |
| 1993        | Programa de Fortalecimiento Regional. |
| 1993        | En diciembre, José Ángel Gurría asume la Dirección General. |
| 1994        | Programa de Fortalecimiento de Intermediarios Financieros no Bancarios. |
| 1994        | En abril, Arturo Ortiz Hidalgo asume la Dirección General. |
| 1994        | Nacional Financiera celebra sus 60 años. |
| 1994        | Apertura de la Oficina de representación en Milán. |
| 1994        | Se inaugura la sucursal en Londres y la subsidiaria en Nueva York. |
| 1994        | Más de 400 intermediarios en la Red. |
| 1994        | En diciembre, Gilberto Borja Navarrete asume la Dirección General. |
| 1995        | Diseño del Programa Único de Modernización Industrial (Promin). |
| 1995        | Instrumentación de la Tasa NAFIN. |
| 1995        | Programa de Recuperación de Cartera. |
| 1995        | Creación del Eurocentro NAFIN México. |
| 1995        | Se empieza a usar el correo electrónico. |
| 1995        | Creación del Fideicomiso de Recuperación de Cartera (Fiderca). |
| 1996        | Se cuenta con más de 2500 equipos de cómputo con procesadores 486 y Pentium |
| 1996        | Convenio de Saneamiento Financiero. |
| 1996        | Programa Institucional para el Desarrollo de Proveedores. |
| 1997        | En enero, Carlos Sales Gutiérrez asume la Dirección General. |
| 1997        | Se pone en operación la red interna Intranafin y la página de Internet. |
| 1997        | Programa de Modernización y Consolidación Corporativa. |
| 1997        | Inicia el Programa de Garantías. |
| 1998        | Programa Global para el Desarrollo de la Microempresa. |
| 1998        | Autorización del Plan Estratégico Institucional. |
| 1998        | Concluye el proceso de privatización de la empresa gubernamental de papel, Productora e Importadora de Papel (PIPSA). |
| 1999        | Conferencia Internacional «La banca de desarrollo en el nuevo milenio». |
| 1999        | Se celebra el encuentro AL-Partenariat 1999. |
| 1999        | Programa de Fortalecimiento de Uniones de Crédito. |
| 2000        | Proyecto Data Warehouse. |
| 2000        | Nacional Financiera preside la ALIDE. |
| 2000        | En diciembre, Mario Laborín Gómez asume la Dirección General. |
| 2001        | Surge el Programa de Cadenas Productivas. |
| 2001        | Se inaugura la Oficina en Santa Ana, California. |
| 2002        | Primeros procesos certificados bajo la norma ISO 9001:2000. |
| 2002        | Nuevas sociedades de inversión de Ofinsa. |
| 2002        | Se inaugura el nuevo Piso Financiero y el Centro de Atención a Clientes. |
| 2002        | Se crean los Consejos Consultivos Estatales. |
| 2002        | Programa de Apoyo al Pequeño Transportista. |
| 2002        | Surge el Naftrac. |
| 2002        | Se crea el Programa de Migrantes Invierte en México. |
| 2002        | Surge el Programa de Apoyo a Taxistas. |
| 2003        | Certificación total de la institución (ISO-9001:2000). |
| 2004        | Se crea el Programa de Emprendedores. |
| 2004        | Se alcanza el crédito un millón. |
| 2004        | Fábrica Electrónica de Crédito. |
| 2004        | Creación de la Corporación Mexicana de Inversiones de Capital (Fondo de Fondos) para impulsar la industria de capital de riesgo. |
| 2004        | Apertura de 200 nuevos puntos de atención a Pymes. |
| 2004        | Nacional Financiera cumple 70 años. |
| 2006        | Inicia operación conjunta con el Banco Nacional de Comercio Exterior (Bancomext), concluyendo en 2012. |
| 2006        | Premio Nacional de Calidad. |
| 2007        | Premio Asia-Pacífico de Calidad. |
| 2008        | Premio Iberoamericano de Calidad. |
| 2009        | El 1 de enero, Héctor Rangel Domene asume la Dirección General. |
| 2009        | Nacional Financiera cumple 75 años. |
| 2009        | Papel contra cíclico durante el periodo de crisis financiera global y en la emergencia sanitaria Influenzavirus A subtipo H1N1/A H1N1. |
| 2009        | Sustentabilidad financiera. |
| 2010        | Nacional Financiera está en las Redes Sociales Facebook y Twitter. |
| 2010        | Primer parque eólico financiado por Nafin. |
| 2011        | Se pone en marcha el Programa de Financiamiento Universitario. |
| 2011        | Subasta de garantías en línea. |
| 2013        | En enero, Jacques Rogozinski asume la Dirección General. |
| 2013        | El director general, Jacques Rogozinski, anuncia el lanzamiento de dos nuevas subastas de recursos para garantías: Garantías para mejorar las condiciones del crédito Pyme, dirigido a empresas ya bancarizadas y garantías para la inclusión financiera, para empresas que aún no acceden al sistema financiero. |
| 2013        | Nacional Financiera gana el Premio Alide 2013, en la categoría Gestión y Modernización Tecnológica por la Estrategia de Comunicación Digital Expertos. |
| 2013        | En la primera subasta de garantías del año se logra bajar las tasas 20% en promedio para Pymes ya acreditadas. También se subastaron recursos para créditos a empresas no bancarizadas. |
| 2013        | Reforma Financiera: el nuevo mandato de la banca de desarrollo. |
| 2013        | Más crédito y en mejores condiciones. |
| 2013        | Transformación institucional: Gestión flexible e innovadora, Inclusión financiera, Equidad de género. |

## Directores generales
| N.º | Director general                          | Periodo   |
| --- | ----------------------------------------- | --------- |
| 1.º | Lorenzo Locken Hernández [cita requerida] | 1934-1935 |
| 2.º | Manuel Mesa Andraca                       | 1935-1936 |
| 3.º | Antonio Espinosa de los Monteros          | 1936-1945 |
| 4.º | Antonio Carrillo Flores                   | 1945-1952 |
| 5.º | José Hernández Delgado                    | 1952-1970 |
| 6.º | Guillermo Martínez Domínguez              | 1970-1974 |
| 7.º | Gustavo Romero Kolbeck                    | 1974-1976 |
| 8.º | David Ibarra Muñoz                        | 1976-1977 |
| 9.º | Jorge Espinosa de los Reyes               | 1977-1982 |
| 10.º | Gustavo Petricioli Iturbe                 | 1982-1986 |
| 11.º | Ernesto Marcos Giacoman                   | 1986-1988 |
| 12.º | Juan José Páramo Díaz                     | 1988-1991 |
| 13.º | Óscar Espinosa Villarreal                 | 1991-1993 |
| 14.º | José Ángel Gurría Treviño                 | 1993-1994 |
| 15.º | Arturo Ortiz Hidalgo                      | 1994      |
| 16.º | Gilberto Borja Navarrete                  | 1994-1996 |
| 17.º | Carlos Sales Gutiérrez                    | 1997-2000 |
| 18.º | Mario Laborín Gómez*                      | 2000-2008 |
| 19.º | Héctor Rangel Domene*                     | 2009-2012 |
| 20.º | Jacques Rogozinski Schtulman              | 2013-2018 |
| 21.º | Eugenio Nájera Solórzano*                 | 2018-2020 |
| 22.º | Carlos Noriega Romero*                    | 2020-2021 |
| 23.º | Juan Pablo de Botton Falcón*              | 2021      |
| 24.º | Luis Antonio Ramírez Pineda*              | 2021-2025 |
| 25.º | Roberto Lazzeri Montaño*                  | 2025-     |
| *Ocupan simultáneamente la Dirección General del Banco Nacional de Comercio Exterior, S.N.C. (Bancomext). |                                           |           |

## Premios y reconocimientos
- Concanaco Servytur México «Mejor Empresa de Servicios»
- Yahoo! «Mejor Portal de Internet»
- InformationWeek «Empresas Innovadoras México»
- PriceWaterhouseCoopers Betterweb «Mejores Prácticas en Internet»
- Euromoney «Mejor Transacción T2»
- Gartner «Reconocimiento» por el Programa Cadenas Productivas
- Stockholm Challenge «Finalista Servicios Electrónicos» por el desarrollo del proyecto de servicios electrónicos para pequeñas empresas
- Asia Pacific Quality Organization «Premio Internacional Desempeño Clase Mundial» (World Class Performance-International Asia Pacific Quality Awards)
- World Summit Information Society - World Summit Award «Premio e-Business»
- Fundación Iberoamericana para la Gestión de la Calidad FUNDIBEQ «Ganador del Premio Iberoamericano de la Calidad 2008»
- Great Place to Work Institute Lugar 54 de «Las 100 Mejores Empresas para Trabajar en México»
- Gobierno Mexicano Premio Nacional de Calidad 2006.
- Gobierno Mexicano Reconocimiento Innova 2002, 2004 y 2005.
- Gobierno Mexicano Premio Innova 2003, 2004 y 2005.

La Escuela de Gobierno John F. Kennedy de la Universidad de Harvard eligió a Nacional Financiera a partir de 2008, como un caso exitoso de estudio gracias a su Modelo de Transformación adoptado en 2001.